# Брэннан, Шейн
Шейн Брэннан (англ. Shane Brennan; родился в 1957 году) — американский продюсер и сценарист, более всего известен как исполнительный продюсер телесериала канала CBS Морская полиция: Спецотдел и создатель его спин-оффа Морская полиция: Лос-Анджелес.

## Биография
Шейн родился в 1957 году в австралийском городе Бендиго, штат Виктория.
Брэннан начинал журналистом в газете и на радио, позже стал телевизионным журналистом. В 1981 году Шейн начал писать сценарии для телевидения, для чего ему пришлось забросить свою журналистскую карьеру.
С середины 90-х Брэннан работал на американское кабельное телевидение, занимаясь проектами, которые снимались в Австралии. Среди них сериал Flipper. Следующие пять лет Шейн Брэннан жил между двумя странами — США и Австралией.
В 2003 Брэннен решил попробовать себя в Голливуде — он получил работу в сериале C.S.I.: Место преступления Майами. Следующие его проекты были ориентированы на молодежь — это Холм одного дерева и Вечное лето.
Сейчас он шоураннер (исполнительный продюсер, отвечающий за основное направление и развитие проекта) сериалов Морская полиция: Спецотдел и Морская полиция: Лос-Анджелес.

## Личная жизнь
Брэннен живёт в Лос-Анджелесе. Он отец трех взрослых детей.
В Австралии Шейн был волонтёром-пожарным.

## Избранная фильмография
Продюсер
- Морская полиция: Лос-Анджелес / NCIS: Los Angeles (2009—2021)
- Морская полиция: Спецотдел / NCIS (2006—2015)
- Кинг и Максвелл / King & Maxwell (2013)
- Холм одного дерева / One Tree Hill (2006)
- Вечное лето / Summerland (2005)
- C.S.I.: Место преступления Майами / CSI: Miami (2003—2004)
- Флиппер / Flipper (1998—1999)
- Охота на ведьм / Witch Hunt (1999)

Сценарист
- Морская полиция: Лос-Анджелес / NCIS: Los Angeles (2009—2016)
- Кинг и Максвелл / King & Maxwell (2013)
- Морская полиция: Спецотдел / NCIS (2006—2009)
- Вечное лето / Summerland (2005)
- C.S.I.: Место преступления Майами / CSI: Miami (2003—2004)
- Stingers / Stingers (2000—2003)
- Дочери МакЛеода / McLeod’s Daughters (2003)
- Затерянный мир / The Lost World (2002)
- Рассказы южных морей / Tales of the South Seas (2000)
- Зона крушения / Crash Zone (1999)
- Флиппер / Flipper (1998—1999)
- Охота на ведьм / Witch Hunt (1999)
- Государственный коронер / State Coroner (1997—1998)
- Человек со Сноуи-Ривер / The Man from Snowy River (1995—1996)
- Blue Heelers / Blue Heelers (1995)
- Девочка из океана / Ocean Girl (1994)
- А теперь все вместе / All Together Now (1991—1993)
- Бони / Bony (1992)
- Клоунада / Clowning Around (1992)
- Летающие врачи / The Flying Doctors (1987—1991)
- Посольство / Embassy (1990)
- Сельская практика / A Country Practice (1986—1988)
- In Between / In Between (1987)
- Прайм-тайм / Prime Time (1986)
- Особое подразделение / Special Squad (1984—1985)